# Hygrotus miocenus
Hygrotus miocenus is een keversoort uit de familie waterroofkevers (Dytiscidae). De wetenschappelijke naam van de soort is voor het eerst geldig gepubliceerd in 1912 door Wickham.